# Nyhems socken
Nyhems socken i Jämtland ingår sedan 1971 i Bräcke kommun och motsvarar från 2016 Nyhems distrikt.
Socknens areal är 384,10 kvadratkilometer, varav 352,00 land. År 2000 fanns här 309 invånare. Orten Nyhem samt kyrkbyn Ulvsjö med sockenkyrkan Nyhems kyrka ligger i socknen. 

## Administrativ historik
Nyhems landskommun bildades år 1891 genom en utbrytning ur Revsunds landskommun. De kyrkliga frågorna hanterades då av Nyhems församling. Landskommunen inkorporerades 1952 i Bräcke landskommun som ombildades 1971 till Bräcke kommun. Församlingen uppgick 2006 i Bräcke-Nyhems församling.
Nyhem utbröts som jordebokssocken ur Revsund den 1 januari 1891 (enligt beslut den 10 april 1890).
1 januari 2016 inrättades distriktet Nyhem, med samma omfattning som församlingen hade 1999/2000.
Socknen har tillhört fögderier, tingslag och domsagor enligt vad som beskrivs i artikeln Jämtland. De indelta soldaterna tillhörde Jämtlands fältjägarregemente och Jämtlands hästjägarkår.

## Geografi
Nyhems socken ligger i sydöstra Jämtland kring Gimån och Idsjön. Socknen är en höglänt sjörik bergig skogsbygd med höjder som i Storberget når 521 meter över havet.
Nyhems socken genomkorsas av Norra stambanan samt länsväg 323. Länsväg 323 går parallellt med järnvägen mellan Bräcke och Kälarne.

### Geografisk avgränsning
I öster gränsar socknen mot Hällesjö socken. I denna del av socknen ligger bland annat Öster-Rotsjön och Väster-Rotsjön, vilka avvattnas genom Rotån till Gimån. I socknens södra del ligger bland annat Skåsjön och i sydväst ligger Idsjön, invid vilken byn Gimdalen ligger. Hela detta södra område genomflyts av Gimån. Vid Klevsand invid berget Västerkleven på Idsjöns norra strand ligger ett gravfält. Här i söder och sydväst gränsar socknen mot Bräcke socken.
I socknens mellersta del ligger Mellsjön vid vars sydspets Nyhems stationssamhälle ligger. Cirka 10 km nordost om Nyhems station ligger Dockmyr, som också har en gammal station längs stambanan. Vid Dockmyr ligger Rammsjön och här i närheten ligger den från medeltiden kända Skottkällan.
I väster ligger Revsunds socken och i nordväst gränsar Nyhems socken mot Sundsjö socken. Socknens nordspets är ett "fyrsockenmöte" mellan Nyhem, Sundsjö, Stuguns och Håsjö socknar. Platsen ligger strax sydväst om fäboden Digertjärnen cirka 3 km väster om Fugelsta i Håsjö socken.

## Byar och hemman
Nyhems socken består historiskt av nedan listade byar och enstaka hemman. När en by har flera hemman anges också hemmansnumren.
- Byomsbodarna, enstaka hemman, i jordeboken sedan 1881. Ursprungligen fäbodar under Bye i Marieby socken. Den fasta bebyggelsen på platsen upphörde på 1940-talet.
- Gimdalen, by om fyra hemman (1–4), medeltida ursprung, har utvecklats till orten Gimdalen.
- Håvdsjö, by med två hemman (1–2), medeltida ursprung, namnet efter läget vid Håvdsjön. På byns mark finns samhället Nyhem som växt fram kring järnvägsstationen Nyhem, öppnad 1883, samt bebyggelsen Lugnvik.
- Rammsjö, enstaka hemman, i jordeboken sedan 1825, namnet efter läget vid Rammsjön.
- Rotsjö, enstaka hemman, i jordeboken sedan 1825, namnet efter läget vid Öster-Rotsjön.
- Sunnerå, enstaka hemman, namnet efter läget vid Sönnerån.
- Ulvsjö (även Ulvsjöbyn och Ulvsjönäs), enstaka hemman, i jordeboken sedan 1825. Ulvsjö blev i början av 1850-talet kyrkby när Nyhems kyrka uppfördes inom gränserna. Namnet efter läget vid Ulvsjön.

## Fornlämningar
Cirka 35 boplatser från stenåldern, 12 gravar från äldre järnåldern samt cirka 120 fångstgropar har påträffats.

## Namnet
Namnet (1825 Nyhem) betyder 'det nya hemmet' och syftar på att församlingen var ny i mitten av 1800-talet.

## Befolkningsutveckling
| Befolkningsutvecklingen i Nyhems socken 1860–1990                                                        | Befolkningsutvecklingen i Nyhems socken 1860–1990 | Befolkningsutvecklingen i Nyhems socken 1860–1990 | Befolkningsutvecklingen i Nyhems socken 1860–1990 | Befolkningsutvecklingen i Nyhems socken 1860–1990 |
| --- | ------------------------------------------------- | ------------------------------------------------- | ------------------------------------------------- | ------------------------------------------------- |
| |                                                   |                                                   |                                                   |                                                   |
| År |                                                   |                                                   | Folkmängd                                         |                                                   |
| 1860 | 1860                                              |                                                   | 230                                               |                                                   |
| 1870 | 1870                                              |                                                   | 249                                               |                                                   |
| 1880 | 1880                                              |                                                   | 356                                               |                                                   |
| 1890 | 1890                                              |                                                   | 623                                               |                                                   |
| 1900 | 1900                                              |                                                   | 675                                               |                                                   |
| 1910 | 1910                                              |                                                   | 801                                               |                                                   |
| 1920 | 1920                                              |                                                   | 910                                               |                                                   |
| 1930 | 1930                                              |                                                   | 888                                               |                                                   |
| 1940 | 1940                                              |                                                   | 847                                               |                                                   |
| 1950 | 1950                                              |                                                   | 826                                               |                                                   |
| 1960 | 1960                                              |                                                   | 745                                               |                                                   |
| 1970 | 1970                                              |                                                   | 490                                               |                                                   |
| 1980 | 1980                                              |                                                   | 388                                               |                                                   |
| 1990 | 1990                                              |                                                   | 323                                               |                                                   |
| Anm: Källor: Umeå universitet - Tabellverket 1749-1859, Demografiska databasen, CEDAR, Umeå universitet. |                                                   |                                                   |                                                   |                                                   |